# Odd Eye Circle
 (mars 2024).
La mise en forme du texte ne suit pas les recommandations de Wikipédia : il faut le « wikifier ».
Les points d'amélioration suivants sont les cas les plus fréquents. Le détail des points à revoir est peut-être précisé sur la page de discussion.
- Les titres sont pré-formatés par le logiciel. Ils ne sont ni en capitales, ni en gras.
- Le texte ne doit pas être écrit en capitales (les noms de famille non plus), ni en gras, ni en italique, ni en « petit »…
- Le gras n'est utilisé que pour surligner le titre de l'article dans l'introduction, une seule fois.
- L'italique est rarement utilisé : mots en langue étrangère, titres d'œuvres, noms de bateaux, etc.
- Les citations ne sont pas en italique mais en corps de texte normal. Elles sont entourées par des guillemets français : « et ».
- Les listes à puces sont à éviter, des paragraphes rédigés étant largement préférés. Les tableaux sont à réserver à la présentation de données structurées (résultats, etc.).
- Les appels de note de bas de page (petits chiffres en exposant, introduits par l'outil «  Source ») sont à placer entre la fin de phrase et le point final[comme ça].
- Les liens internes (vers d'autres articles de Wikipédia) sont à choisir avec parcimonie. Créez des liens vers des articles approfondissant le sujet. Les termes génériques sans rapport avec le sujet sont à éviter, ainsi que les répétitions de liens vers un même terme.
- Les liens externes sont à placer uniquement dans une section « Liens externes », à la fin de l'article. Ces liens sont à choisir avec parcimonie suivant les règles définies. Si un lien sert de source à l'article, son insertion dans le texte est à faire par les notes de bas de page.
- La présentation des références doit suivre les conventions bibliographiques. Il est recommandé d'utiliser les modèles {{Ouvrage}}, {{Chapitre}}, {{Article}}, {{Lien web}} et/ou {{Bibliographie}}. Le mode d'édition visuel peut mettre en forme automatiquement les références.
- Insérer une infobox (cadre d'informations à droite) n'est pas obligatoire pour parachever la mise en page.

Pour une aide détaillée, merci de consulter Aide:Wikification.
Si vous pensez que ces points ont été résolus, vous pouvez retirer ce bandeau et améliorer la mise en forme d'un autre article.
Odd Eye Circle (généralement stylisé en majuscules, ou abrégé en OEC ) est un girl group sud-coréen, composé de trois membres : Kim Lip, JinSoul et Choerry.
Le trio est formé à l'origine en tant que deuxième sous-unité du groupe de filles Loona à travers leur projet de pré-début "Girl of the Month" et a fait ses débuts le 21 septembre 2017 avec l'EP Mix & Match . En janvier 2023, il a été annoncé que les membres d'Odd Eye Circle avaient gagné leurs procès contre leur ancien label, Blockberry Creative, et que leurs contrats étaient résiliés. Peu de temps après, en mars, il a été révélé qu'elles avaient signé des contrats exclusifs avec le label Modhaus, aux côtés de l'ancien membre du groupe Loona, HeeJin. Odd Eye Circle ont repris leurs activités en trio avec la sortie de leur deuxième EP Version Up le 12 juillet 2023.

## Histoire

### Pré-début: présentation des membres
Le 11 mai 2017, Kim Lip, la première membre d'Odd Eye Circle, est révélée. Elle fait ensuite ses debut le 23 mai 2017 avec le single Kim Lip et le titre-phare "Eclipse".
La prochaine membre à être révélé est JinSoul, qui avait déjà été teasé dans le clip video de "Everyday I Need You" de Vivi. JinSoul est officiellement révélée comme la septième membre de Loona le 13 juin 2017. Elle fait ses débuts avec le single JinSoul le 26 juin 2017, et le titre-phare "Singing in the Rain".
Le 12 juillet 2017, la dernière membre d'Odd Eye Circle et la plus jeune de la sous-unité, Choerry, a été révélé. Elle a fait ses débutsle 28 juillet 2017 avec le single Choerry et le titre-phare "Love Cherry Motion".

### 2017: Débuts avecMix & Match
Un teaser intitulé "Reveal" est publié le 30 août 2017, dans ce teaser il est révélé que "Odd Eye Circle" sera le nom de la sous-unité. Le 17 septembre, un teaser pour leur titre-phare, "Girl Front", pour leurs prochains débuts, sort. Un jour plus tard, le 18 septembre, l'aperçu de leur EP, Mix & Match, sort. La sous-unité a officiellement fait ses débuts le 21 septembre 2017, avec la sortie de leur EP Mix & Match et d'un clip video pour "Girl Front". Elles ont fait leur première apparition sur M Countdown de Mnet.
Le 23 septembre 2017, la version anglaise d'une de leurs chansons provenant de Mix & Match, "Loonatic", sort, accompagnée d'un clip video.
Le 31 octobre, une réédition de leur EP Mix & Match, intitulée Max & Match, sort avec l'ajout de deux titres et du nouveau titre-phare "Sweet Crazy Love", ainsi que de son clip video.

### 2023-présent: Reprise des activités sous le nom d'Odd Eye Circle
Le 13 janvier 2023, Odd Eye Circle et leur coéquipiere Heejin mettent fin à leurs contrats d'exclusivité avec Blockberry Creative. Le 17 mars, elles signent des contrats exclusifs avec Modhaus. Le 27 mars, il est decouvert que Modhaus avait fait déposer le nom « Odd eye circle » en tant que propriété intellectuelle. Le 15 avril, Odd eye cricle est presenté par Modhaus comme membres de leur projet ARTMS, aux côtés de leur ancienne coequipere, Heejin. Les teaser individuel des membres pour Version Up sortent du 15 au 17 juin. Le 19 juin, Modhaus annonce que la date de leur comeback serait le 20 juillet 2023 Ils annonce egalement, qu'accompagnant la sortie de leur nouvel EP, Odd eye circle se lanceraient dans une tournée de quatre étapes à travers l'Europe, en août. Le 29 juin, Modhaus confirmE que Version Up serait le titre de leur nouvel EP. Le 5 juillet, la tracklist de Version Up est publiée, révélant "Air Force One" comme titre-phare de l'EP. Le 12 juillet, à la suite de la sortie de l'EP et du clip de son premier single, Odd Eye Circle a également organisé une vitrine au Yes24 Live Hall. Le 17 novembre, il est annoncé que "Sweet Crazy Love" avait été sélectionné parmi les chansons de l'EP ; Mix & Match pour recevoir un réenregistrement en anglais après un vote sur l'application Cosmo. Le 24 novembre, Sweet Crazy Love (version anglaise) sort.

## Membres
- Kim Lip (김립)
- JinSoul (진솔)
- Chorerry (최리)

## Discographie

### Extended plays
| Titre         | Détails | Classements | Classements | Ventes         |
| Titre         | Détails | COR         | US World    | Ventes         |
| ------------- | --- | ----------- | ----------- | -------------- |
| Mix and Match | - Sortie : 21 septembre 2017 - Label : Blockberry Créatif - Formats : CD, téléchargement numérique, streaming | 16          | 10          | - COR : 7 869  |
| <Version up>  | - Sortie : 12 juillet 2023 - Label: Modhaus - Formats : CD, téléchargement numérique, streaming               | 6           | —           | - COR : 70 263 |

### Rééditions
| Titre         | Détails | Classements | Classements | Ventes         |
| Titre         | Détails | COR         | US World    | Ventes         |
| ------------- | --- | ----------- | ----------- | -------------- |
| Mix and Match | - Sortie : 31 octobre 2017 - Label : Blockberry Créatif - Formats : CD, téléchargement numérique, streaming | 7           | 11          | - KOR : 11 136 |

### Single
| Titre                                                    | Année | Classements | Classements | Album            |
| Titre                                                    | Année | COR         | US World    | Album            |
| -------------------------------------------------------- | ----- | ----------- | ----------- | ---------------- |
| « Girl Front »                                           | 2017  | —           | —           | Mix and Match    |
| "Loonatic" (version anglaise)                            | 2017  | —           | —           | Mix and Match    |
| "Sweet Crazy Love"                                       | 2017  | —           | 15          | Max and Match    |
| "Air Force One"                                          | 2023  | 60          | —           | <Version up>     |
| "Sweet Crazy Love" (version anglaise)                    | 2023  | —           |             | non album single |
| "-" désigne les versions qui n'ont pas été répertoriées. |       |             |             |                  |

## Vidéographie

### Clips musicaux
| Titre              | Année | Directeur(s)                | Ref.   |
| ------------------ | ----- | --------------------------- | ------ |
| "Girl Front"       | 2017  | Digipedi                    | [ 33 ] |
| "Sweet Crazy Love" | 2017  | Digipedi                    | [ 34 ] |
| "Air Force One"    | 2023  | Chung Ki Youl (post-modèle) | [ 35 ] |

## Concerts et tournées

### Tournées en tête d'affiche
| Date             | Ville         | Pays       | Lieu                   |
| Europe           | Europe        | Europe     | Europe                 |
| ---------------- | ------------- | ---------- | ---------------------- |
| 5 août 2023      | Londres       | Angleterre | O2 Forum Kentish Town  |
| 7 août 2023      | Berlin        | Allemagne  | Kesselhaus             |
| 9 août 2023      | Varsovie      | Pologne    | Palladium              |
| 11 août 2023     | Paris         | France     | Salle Pleyel           |
| Amérique du Nord |               |            |                        |
| 12 janvier 2024  | New York      | États-Unis | Town Hall              |
| 14 janvier 2024  | Orlando       | États-Unis | Hard Rock Live         |
| 17 janvier 2024  | Atlanta       | États-Unis | Buckhead Theatre       |
| 19 janvier 2024  | Houston       | États-Unis | Bayou Music Center     |
| 22 janvier 2024  | Fort Vaut     | États-Unis | Will Rogers Auditorium |
| 24 janvier. 2024 | Tempé         | États-Unis | The Marquee            |
| 26 janvier 2024  | Los Angeles   | États-Unis | The Orpheum            |
| 29 janvier 2024  | San Francisco | États-Unis | Palace of Fine Arts    |
| 1 février 2024   | Mexico        | Mexique    | Auditorio BB           |
| 3 février 2024   | Monterrey     | Mexique    | Showcenter Complex     |
| Asie             |               |            |                        |
| 10 février 2024  | Tokyo         | Japon      | Zepp Shinjuku          |